# Циклоспорин
Циклоспорин — лекарственное средство, мощный иммунодепрессант, селективно действующий на Т-лимфоциты. Представляет собой циклический нерибосомный полипептид, состоящий из 11 аминокислот, продуцируется почвенными грибками вида Tolypocladium inflatum. Используется для профилактики отторжения трансплантата при трансплантации органов и тканей. Данный препарат включён в перечень ЖНВЛП.
Действие циклоспорина на иммунную систему открыто в лаборатории фармацевтической фирмы "Сандоз" в Базеле (Швейцария) 31 января 1972 года.

## Фармакологическое действие
Циклоспорин является сильнодействующим иммуносупрессивным препаратом, который у животных увеличивает время жизни аллогенных трансплантатов кожи, сердца, почек, поджелудочной железы, костного мозга, тонкой кишки, лёгких. Циклоспорин подавляет развитие клеточных реакций в отношении аллотрансплантата, реакции гиперчувствительности замедленного типа, экспериментального аллергического энцефаломиелита, артрита, обусловленного адъювантом Фрейнда, болезнь «трансплантат против хозяина» (БТПХ) и зависимое от Т-лимфоцитов образование антител. На клеточном уровне он подавляет образование и высвобождение лимфокинов, включая интерлейкин 2 (фактор роста Т-лимфоцитов). Циклоспорин блокирует лимфоциты в состоянии покоя в фазе G0 или G1 клеточного цикла и подавляет антиген-зависимое высвобождение лимфокинов активированными Т-лимфоцитами. Все полученные данные свидетельствуют, что циклоспорин действует на лимфоциты специфично и обратимо. В отличие от цитостатиков, он не подавляет гемопоэз и не влияет на функцию фагоцитов.

## Фармакокинетика

### Всасывание
Мягкие желатиновые капсулы и раствор для приёма внутрь биоэквивалентны. При переходе с приёма сандиммуна на приём Сандиммуна Неорала при сохранении соотношения доз 1:1 значения базальных концентраций циклоспорина, определяемые в цельной крови, являются сопоставимыми и при этом остаются в желаемом терапевтическом диапазоне значений. В отличие от сандиммуна, при применении которого время достижения максимальной концентрации (Tmax) составляет 1-6 ч, абсорбция Сандиммуна Неорала происходит быстрее, вследствие чего среднее значение Tmax Сандиммуна Неорала короче на 1 ч, среднее значение Cmax больше на 59% и биодоступность выше на 29%.

### Распределение
Циклоспорин распределяется большей частью вне кровяного русла. В крови 33–47% циклоспорина находится в плазме, 4–9% — в лимфоцитах, 5–12% — в гранулоцитах и 41–58% — в эритроцитах. Связывание с белками плазмы (преимущественно липопротеинами) составляет примерно 90%.

### Метаболизм
Циклоспорин в значительной степени подвергается биотрансформации, в результате чего образуется примерно 15 метаболитов. Не существует какого-либо одного главного пути метаболизма.

### Выведение
Циклоспорин выводится преимущественно с желчью и только 6% принятой внутрь дозы выводится с мочой (причём в неизменённом виде выводится только 0.1%).
Величины конечного T1/2 циклоспорина весьма вариабельны, что зависит от применяемого метода определения и обследуемого контингента больных. Значения конечного T1/2 колеблются от 6.3 ч у здоровых добровольцев до 20.4 ч у пациентов с тяжёлыми заболеваниями печени.

## Показания

### Аллотрансплантация
- аллотрансплантация солидных органов: предупреждение отторжения аллотрансплантатов почки, печени, сердца, лёгкого, поджелудочной железы, а также комбинированного сердечно-лёгочного трансплантата; лечение отторжения трансплантата у больных, ранее получавших другие иммунодепрессанты;
- аллотрансплантация костного мозга: предупреждение отторжения трансплантата после пересадки костного мозга; предупреждение и лечение болезни «трансплантат против хозяина».

### Показания, не связанные с трансплантацией
- Апластическая анемия приобретённая:

Показано проведение комбинированной иммуносупрессивной терапии 
антитимоцитарным глобулином и циклоспорином А.
- эндогенный увеит: активный угрожающий зрению средний или задний увеит неинфекционной этиологии в случаях, когда традиционное лечение не оказало эффекта или в случаях развития тяжёлых побочных эффектов; увеит Бехчета с повторными приступами воспаления с вовлечением сетчатки;
- нефротический синдром: стероидозависимый и стероидорезистентный нефротический синдром у взрослых и детей, обусловленный патологией клубочков, такой как нефропатия минимальных изменений, очаговый и сегментарный гломерулосклероз, мембранозный гломерулонефрит. Сандиммун Неорал может использоваться для индукции и поддержания ремиссии и для поддержания ремиссии, вызванной стероидами, что позволяет их отменить;
- лечение тяжёлых форм активного ревматоидного артрита;
- тяжёлые формы псориаза, когда традиционная терапия неэффективна или невозможна;
- тяжёлые формы атопического дерматита, когда требуется системная терапия.

## Режим дозирования
Суточную дозу циклоспорина всегда следует делить на два приёма.
Приведённые ниже диапазоны доз для перорального введения следует рассматривать лишь как рекомендации. Следует проводить общепринятый контроль концентрации циклоспорина в крови, для чего может быть применён радиоиммунологический метод, основанный на использовании моноклональных антител. На основании полученных результатов определяют величину дозы, необходимую для достижения нужного уровня концентрации циклоспорина у различных пациентов.

### Трансплантация
При трансплантации крупных органов лечение циклоспорином должно быть начато за 12ч до операции в дозе от 10 до 15 мг/кг, разделённой на 2 приёма. В течение 1–2 недель после операции препарат назначают ежедневно в той же дозе, после чего дозу постепенно снижают, под контролем концентрации циклоспорина в крови, до достижения поддерживающей дозы 2–6 мг/кг/сут (в 2 приёма).
Циклоспорин может быть применён в комбинации с глюкокортикоидами, а также в составе комбинированной трёхкомпонентной (циклоспорин + глюкокортикоиды + азатиоприн) или четырёхкомпонентной (циклоспорин + глюкокортикоиды + азатиоприн + препараты моно- или поликлональных антител) терапии. Четырёхкомпонентная схема применяется у больных с высоким риском развития отторжения. В случае применения циклоспорин в составе схем комбинированной терапии его доза может быть уменьшена уже на начальном этапе терапии (3–6 мг/кг/сут в 2 приёма) или скорригирована в процессе лечения с учётом концентрации циклоспорина в плазме крови и динамики показателей безопасности (концентрация мочевины, креатинина в сыворотке, АД).
При трансплантации костного мозга начальную дозу следует вводить в день, предшествующий пересадке. В большинстве случаев предпочтительным является в/в введение; рекомендуемая доза составляет 3–5 мг/кг/сут. Инфузионное введение в этой же дозе продолжают в течение 2 недель после пересадки, затем переходят на пероральную поддерживающую терапию циклоспорин в суточной дозе около 12.5 мг/кг, разделённой на 2 приёма. Поддерживающую терапию проводят не менее 3 мес (предпочтительно 6 мес), после чего дозу постепенно снижают до нуля в течение 1 года. Если циклоспорин назначается и для начального этапа терапии, то рекомендованная суточная доза составляет 12.5–15 мг/кг (в 2 приёма), начиная со дня, предшествующего пересадке.
При наличии заболеваний ЖКТ, приводящих к снижению всасывания, могут потребоваться более высокие дозы циклоспорина или, в некоторых случаях, применение в/в инфузий циклоспорина.
После прекращения введения препарата у некоторых больных может развиться болезнь «трансплантат против хозяина», которая обычно регрессирует после возобновления терапии. Для лечения этого состояния при его хроническом течении в слабо выраженной форме следует использовать циклоспорин в низких дозах.

### Показания, не связанные с трансплантацией
При апластической анемии доза циклоспорина А подбирается таким образом, чтобы его концентрация в цельной крови, измеренная до приёма («резидуальная концентрация») составляла 120 - 300 нг/мл. Уровень циклоспорина А мониторируется в первый раз через 4-7 дней после начала его приёма. Модификация дозы в первые две недели проводится, только если уровень существенно превышает границу «терапевтического» интервала. Если Циклоспорин А назначается совместно с препаратами ингибирующими его инактивацию (итраконазол, вориконазол, позаконазол, эритромицин и т.д.) следует ожидать более быстрого установления терапевтических концентрации и большей вероятности их превышения. Мониторинг у таких больных должен проводиться чаще. Минимальный курс лечения полной дозой Циклоспорина А - 18 месяцев и не менее года от достижения плато гематологического ответа. Снижение дозы Циклоспорина А проводится по 5% от дозы на момент начала снижения в две недели- т.е. полная отмена осуществляется не ранее 72-й недели от начала терапии. При ухудшении гематологических показателей доза циклоспорина А вновь повышается до достижения вышеуказанного терапевтического уровня препарата.
При эндогенном увеите для индукции ремиссии препарат назначают в начальной суточной дозе 5 мг/кг перорально в 2 приёма до исчезновения признаков активного воспаления и улучшения остроты зрения. В случаях, трудно поддающихся лечению, доза может быть увеличена до 7 мг/кг/сут на непродолжительный период.
Если не удаётся контролировать ситуацию с помощью одного циклоспорина, то для достижения начальной ремиссии или для купирования приступа воспаления можно присоединить системные глюкокортикоиды в суточной дозе 0.2–0.6 мг/кг преднизолона (или другого ГКС в эквивалентной дозе).
В ходе поддерживающей терапии дозу следует медленно снижать до достижения наименьшей эффективной дозы, которая в период ремиссии заболевания не должна превышать 5 мг/кг в сутки.
При нефротическом синдроме для индукции ремиссии рекомендуемая суточная доза составляет 5 мг/кг для взрослых и 6 мг/кг для детей (в 2 приёма) — при условии нормальной функции почек, не считая протеинурию. У больных с нарушением функции почек начальная доза не должна превышать 2.5 мг/кг/сут.
Если при применении одного циклоспорина не удаётся достичь удовлетворительного эффекта, особенно у стероидорезистентных больных, то рекомендуется его комбинирование с пероральными глюкокортикоидами в низких дозах. Если после 3 мес лечения не удалось достичь улучшения, циклоспорин следует отменить.
Дозы должны быть подобраны индивидуально, с учётом показателей эффективности (протеинурия) и безопасности (креатинин сыворотки), но не следует превышать дозу 5 мг/кг/сут для взрослых и 6 мг/кг/сут для детей.
Для поддерживающей терапии дозу следует постепенно уменьшить до минимальной эффективной.
При ревматоидном артрите в течение первых 6 недель лечения рекомендованная доза составляет 3 мг/кг/сут в 2 приёма. В случае недостаточного эффекта суточная доза может быть постепенно увеличена, если позволяет переносимость, но она не должна превышать 5 мг/кг. Для достижения полной эффективности может потребоваться до 12 недель терапии циклоспорина.
Для поддерживающей терапии доза должна быть подобрана индивидуально в зависимости от переносимости препарата.
Циклоспорин можно назначать в сочетании с низкими дозами глюкокортикоидов и/или НПВС. Циклоспорин можно также сочетать с недельным курсом метотрексата в низких дозах у больных с неудовлетворительным ответом на монотерапию метотрексатом. Начальная доза циклоспорина составляет 2.5 мг/кг/сут (в 2 приёма), при этом дозу можно повышать до уровня, лимитируемого переносимостью.
При псориазе по причине вариабельности этого заболевания лечение должно быть подобрано индивидуально. Для индукции ремиссии рекомендуемая начальная доза составляет 2.5 мг/кг/сут в 2 приёма. При отсутствии улучшения после 1 мес терапии суточная доза может быть постепенно увеличена, но не должна превышать 5 мг/кг. Лечение должно быть прекращено, если не был достигнут удовлетворительный ответ со стороны проявлений псориаза после 6 недель лечения дозой 5 мг/кг/сут, или если эффективная доза не отвечает установленным параметрам безопасности.
Применение начальной дозы 5 мг/кг/сут оправдано у больных, состояние которых требует скорейшего улучшения. Если удовлетворительный ответ достигнут, то циклоспорин можно отменить, а последующий рецидив лечить повторным назначением циклоспорина в предыдущей эффективной дозе. Некоторым больным может потребоваться длительная поддерживающая терапия.
Для поддерживающей терапии дозы должны быть подобраны индивидуально на минимальном эффективном уровне и не должны превышать 5 мг/кг/сут.
При атопическом дерматите по причине вариабельности этого состояния лечение должно быть подобрано индивидуально. Рекомендуемая начальная доза составляет 2.5–5 мг/кг/сут в 2 приёма. Если начальная доза 2.5 мг/кг/сут не позволяет достичь удовлетворительного ответа в течение 2 недель, то суточную дозу можно быстро увеличить до максимальной — 5 мг/кг. В очень тяжёлых случаях быстрый и адекватный контроль заболевания можно достичь, применяя изначально дозу 5 мг/кг/сут. При достижении удовлетворительного ответа доза должна быть постепенно снижена и, если возможно, то циклоспорин следует отменить. В случае возникновения рецидива может быть проведён повторный курс циклоспорина.
Несмотря на то, что курс лечения продолжительностью 8 недель может быть достаточным для очищения кожных покровов, было показано, что терапия длительностью до 1 года эффективна и хорошо переносится, при условии обязательного мониторирования всех необходимых показателей.
Опыт применения циклоспорина у пожилых пациентов ограничен, тем не менее, на сегодняшний день не зарегистрировано никаких отклонений в состоянии больных, принимавших препарат в рекомендованной дозе.

## Правила применения и хранения Сандиммуна Неорала
Капсулы Сандиммуна Неорала следует оставлять в блистерной упаковке до тех пор, пока они не понадобятся. После вскрытия блистерной упаковки ощущается характерный запах. Это нормальное явление.
Капсулы следует проглатывать целиком.
Непосредственно перед приёмом раствор Сандиммуна Неорала следует взять из флакона при помощи мерного шприца и перенести в стакан или чашку. Для разбавления предпочтительно использовать воду. Соки использовать нельзя. В течение получаса до и после применения нельзя употреблять в пищу витамин С. Добавленный разбавитель и раствор следует хорошо перемешать. Для разбавления не следует использовать грейпфрутовый сок, учитывая возможность его взаимодействия с Р450-зависимой ферментной системой. Мерный шприц не должен вступать в контакт с разбавителем. После использования мерный шприц следует вытереть снаружи сухой салфеткой и поместить в защитный футляр. Не следует промывать шприц водой или любой другой жидкостью. Сандиммун Неорал раствор следует использовать в течение 2 мес с момента вскрытия флакона и хранить при температуре от 15° до 30 °C, предпочтительно при температуре не ниже 20 °C при длительных периодах хранения, поскольку препарат содержит масляные компоненты натурального происхождения, которые имеют тенденцию затвердевать при низкой температуре. При температуре ниже 20 °C препарат может принять желеобразную консистенцию, которая исчезает при повышении температуры до 30 °C. Однако может остаться незначительное количество хлопьев или лёгкая седиментация. Эти явления не влияют на эффективность и безопасность препарата, и дозирование с помощью мерного шприца остаётся точным.

## Побочное действие
| Сокращение  | Расшифровка      |
| ----------- | ---------------- |
| Очень часто | > 10%            |
| Часто       | > 1% и < 10%     |
| Иногда      | > 0.1% и < 1%    |
| Редко       | > 0.01% и < 0.1% |
| Очень редко | < 0.01%          |

 Очень часто:  нарушение функции почек.
 Со стороны сердечно-сосудистой системы:   очень часто  — артериальная гипертензия.
 Со стороны ЦНС и периферической нервной системы:   очень часто  — тремор, головная боль;  часто  — парестезии;  иногда  — признаки энцефалопатии, например, судороги, заторможенность, дезориентация, замедленность реакций, возбуждение, нарушение сна, зрительные расстройства, корковая слепота, кома, парезы, мозжечковая атаксия;  редко  — моторная полиневропатия;  очень редко  — отёк дисков зрительных нервов.
 Со стороны пищеварительной системы:   часто  — анорексия, тошнота, рвота, боли в животе, диарея, гиперплазия дёсен, нарушение функции печени;  редко  — панкреатит.
Со стороны обмена веществ:   очень часто  — гиперлипидемия;  часто  — гиперурикемия, гиперкалиемия, гипомагниемия;  редко  — гипергликемия.
 Со стороны костно-мышечной системы:   часто  — кратковременные мышечные спазмы, миалгии;  редко  — мышечная слабость, миопатия.
 Со стороны системы кроветворения:   иногда  — анемия, тромбоцитопения;  редко  — микроангиопатическая гемолитическая анемия, гемолитический уремический синдром.
 Дерматологические реакции:   часто  — гипертрихоз;  иногда  — аллергическая сыпь.
 Со стороны организма в целом:   часто  — утомляемость;  иногда  — отёки, увеличение массы тела.
 Со стороны эндокринной системы:   редко  — нарушение менструального цикла, гинекомастия.
Многие побочные эффекты, связанные с применением циклоспорина, дозозависимы, обратимы. Спектр побочных эффектов в целом одинаков при различных показаниях, хотя частота и тяжесть побочных эффектов может варьировать. У больных, перенёсших трансплантацию, из-за более высокой дозы и большей продолжительности лечения побочные эффекты могут встречаться чаще и быть более выраженными, чем у больных с другими показаниями.

## Противопоказания
- Повышенная чувствительность к циклоспорину и другим компонентам препарата;
- Злокачественные новообразования и предраковые заболевания кожи;
- Ветряная оспа;
- Опоясывающий лишай (риск генерализации процесса);
- Выраженная недостаточность функции печени;
- Гиперкалиемия;
- Неконтролируемая артериальная гипертензия;
- Синдром мальабсорбции;
- Инфекционные заболевания в острой фазе;
- Повышенная чувствительность к компонентам препарата.

## Беременность и лактация
Тератогенных эффектов циклоспорина у животных не выявлено. Однако, опыт применения Сандиммуна Неорала у беременных женщин пока ограничен. Данные, полученные у пациенток, перенёсших пересадку органа, свидетельствуют о том, что применение Сандиммуна Неорала, в сравнении с другими иммунодепрессантами, не приводит к повышению риска нежелательных воздействий на течение и исход беременности. Однако, адекватных и строго контролируемых исследований у беременных женщин не проводилось, поэтому возможность применения Сандиммуна Неорала при беременности должна быть ограничена только теми случаями, когда ожидаемая польза оправдывает потенциальный риск для плода.
Циклоспорин проникает в грудное молоко. Матери, получающие Сандиммун Неорал, должны прекратить грудное вскармливание.

## Особые указания
Сандиммун Неорал должен использоваться только врачами, имеющими опыт проведения иммуносупрессивной терапии и обладающими возможностью обеспечить адекватное наблюдение за больным, включая регулярное полное физикальное обследование, измерение АД и контроль лабораторных показателей безопасности.
Наблюдение за больными, перенёсшими трансплантацию и получающими препарат, следует проводить только в тех учреждениях, которые обеспечены обученным медицинским персоналом, адекватными лабораторными и прочими ресурсами. Врач, ответственный за проведение поддерживающей терапии, должен получать полную информацию о больном и осуществлять за ним полноценное наблюдение.
Следует иметь в виду, что при применении циклоспорина, равно как и других иммунодепрессантов, повышается риск развития лимфом и других злокачественных новообразований, чаще кожных покровов. Повышенный риск развития этого осложнения связан по большей части со степенью и длительностью иммуносупрессии, чем с использованием конкретного препарата. Таким образом, следует соблюдать осторожность при применении комбинированных режимов иммуносупрессивной терапии, помня о вероятности развития лимфопролиферативных заболеваний и солидных органных опухолей, иногда приводящих к летальному исходу.
Применение циклоспорина, как и других иммунодепрессантов, предрасполагает к развитию различных бактериальных, грибковых, паразитарных и вирусных инфекций, причём часто с участием условно-патогенных возбудителей. Учитывая потенциальную опасность этих инфекций для жизни больного, следует применять эффективную систему профилактических и лечебных мероприятий, особенно в случаях длительного применения комбинированного иммуносупрессивного лечения.
В течение первых нескольких недель терапии Сандиммуном Неоралом может появиться частое и потенциально опасное осложнение — повышение уровня креатинина и мочевины в сыворотке. Эти функциональные изменения обратимы и дозозависимы, нормализуются при снижении дозы. При длительном лечении у некоторых больных возможно развитие в почках структурных изменений (например, интерстициального фиброза), которые у пациентов с почечными трансплантатами следует дифференцировать с изменениями при хроническом отторжении. Сандиммун Неорал может также вызывать дозозависимое обратимое повышение билирубина сыворотки и, редко, ферментов печени. В этих случаях требуется тщательное наблюдение за показателями функции почек и печени. В случае отклонений этих показателей от нормы может потребоваться снижение дозы.
Для мониторирования уровней циклоспорина в крови предпочтительно использование специфических моноклональных антител (измерение количества неизменённого препарата). Можно использовать метод ВЭЖХ, при помощи которого также измеряется концентрация неизменённого вещества. Если используется плазма или сыворотка, то следует придерживаться стандартной методики разделения (время и температура). Для начального мониторирования концентрации циклоспорина у больных с трансплантатами печени следует использовать специфические моноклональные антитела. Возможно также проведение параллельных определений с использованием специфических и неспецифических моноклональных антител, чтобы добиться дозы, обеспечивающей адекватную иммуносупрессию.
Следует помнить, что концентрация циклоспорина в крови, плазме или сыворотке — это только один из многих факторов, характеризующих клиническое состояние больного. Результаты определения концентрации циклоспорина являются только одним из факторов, определяющих режим дозирования, и рассматриваются во взаимосвязи с различными клиническими и лабораторными показателями.
При лечении Сандиммуном Неоралом требуется регулярный контроль АД. При развитии артериальной гипертензии должна быть назначена соответствующая антигипертензивная терапия.
Поскольку имеются редкие сообщения об обратимом незначительном повышении липидов крови при проведении терапии Сандиммуном Неоралом, рекомендуется до начала лечения и через 1 мес после его начала провести определение концентрации липидов в крови. В случае выявления повышенной концентрации липидов следует рекомендовать диету с ограничением жиров и, при необходимости, уменьшить дозу препарата.
Циклоспорин повышает риск возникновения гиперкалиемии, особенно у больных с нарушением функции почек. Следует также соблюдать осторожность при одновременном применении циклоспорина с калийсберегающими диуретиками, ингибиторами АПФ, антагонистами рецепторов ангиотензина II и калийсодержащими препаратами, а также в случаях применения диеты, обогащённой калием. В этих случаях рекомендуется контроль концентрации калия в крови.
Циклоспорин повышает выведение из организма магния, что может привести к клинически значимой гипомагниемии, особенно в перитрансплантационном периоде. В связи с этим в перитрансплантационном периоде рекомендуется контролировать концентрацию магния в крови, особенно при появлении неврологической симптоматики. В случае необходимости назначают препараты магния.
Осторожность следует соблюдать при лечении больных с гиперурикемией.

### Дополнительные меры предосторожности при показаниях, не связанных с трансплантацией
Не следует назначать циклоспорин больным с нарушениями функции почек (за исключением больных нефротическим синдромом с допустимой степенью этих нарушений); неконтролируемой артериальной гипертензией; инфекционными заболеваниями, не поддающимися адекватной терапии; злокачественными новообразованиями.

### Дополнительные меры предосторожности при эндогенном увеите
Поскольку Сандиммун Неорал может вызывать нарушения функции почек, необходимо часто её контролировать. Если креатинин сыворотки остаётся повышенным более чем на 30% от исходных значений (до начала лечения Сандиммуном Неоралом) в более, чем одном измерении, то требуется снижение дозы на 25–50%. Эти рекомендации следует выполнять, даже если значения концентрации креатинина продолжают оставаться в пределах лабораторной нормы.

### Дополнительные меры предосторожности при нефротическом синдроме
Поскольку Сандиммун Неорал может вызывать нарушения функции почек, необходимо часто её контролировать. Если креатинин сыворотки остаётся повышенным более чем на 30% от исходных значений и более чем в одном измерении, то требуется снижение дозы на 25–50%. Для больных с исходно нарушенной функцией почек начальная доза должна составлять 2.5 мг/кг/сут. Необходимо обеспечить тщательный контроль состояния этих больных.
Из-за изменений функции почек, обусловленных нефротическим синдромом, у некоторых больных бывает трудно выявить нарушение функции почек, вызванное Сандиммуном Неоралом. Это объясняет тот факт, что в ряде случаев связанные с Сандиммуном Неоралом структурные изменения в почках наблюдались без повышения креатинина сыворотки. Биопсия почки показана больным стероидозависимой нефропатией минимальных изменений, получавшим поддерживающую терапию Сандиммуном Неоралом более 1 года.
В редких случаях у больных с нефротическим синдромом, лечившихся иммунодепрессантами (в т. ч. Сандиммуном Неоралом), отмечалось появление злокачественных новообразований (включая лимфому Ходжкина).

### Дополнительные меры предосторожности при ревматоидном артрите
Поскольку Сандиммун Неорал может нарушать функцию почек, то должен быть установлен достоверный исходный уровень креатинина сыворотки как минимум в 2 измерениях, предшествующих лечению. Уровень креатинина следует контролировать с 2-недельными интервалами на протяжении первых 3 мес терапии и в дальнейшем — ежемесячно. После 6 мес терапии креатинин сыворотки следует определять каждые 4—8 недель в зависимости от стабильности основного заболевания, вида сопутствующей терапии и сопутствующих заболеваний. Более частый контроль необходим при повышении дозы Сандиммуна Неорала, при присоединении сопутствующей терапии НПВС или повышении их дозы.
Если креатинин сыворотки остаётся повышенным более чем на 30% от исходных значений и более чем в одном измерении, то необходимо снизить дозу. Если креатинин сыворотки возрастает более чем на 50%, то необходимо снизить дозу на 50%. Эти рекомендации следует выполнять, даже если значения концентрации креатинина продолжают оставаться в пределах лабораторной нормы. Если сокращение дозы не приводит к снижению уровня креатинина в течение 1 мес, то лечение Сандиммуном Неоралом должно быть прекращено.
Прекращение лечения необходимо и в том случае, когда во время лечения Сандиммуном Неоралом возникает неконтролируемая артериальная гипертензия.
Как и при другом длительном иммуносупрессивном лечении, следует помнить о повышенном риске возникновения лимфопролиферативных нарушений. Особую осторожность следует соблюдать при использовании Сандиммуна Неорала в комбинации с метотрексатом.

### Дополнительные меры предосторожности при псориазе
Поскольку Сандиммун Неорал может нарушать функцию почек, то должен быть установлен достоверный исходный уровень креатинина сыворотки в как минимум двух измерениях, предшествующих лечению. Уровень креатинина следует контролировать с 2-недельными интервалами на протяжении первых 3 мес терапии. В дальнейшем, если уровень креатинина остаётся стабильным, измерения следует проводить ежемесячно.
Если креатинин сыворотки повышается и остаётся повышенным более чем на 30% от исходных значений более, чем в одном измерении, то необходимо снизить дозу на 25–50%. Эти рекомендации следует выполнять, даже если значения концентрации креатинина продолжают оставаться в пределах лабораторной нормы. Если сокращение дозы не приводит к снижению уровня креатинина в течение 1 мес, то лечение Сандиммуном Неоралом должно быть прекращено.
Прекращение лечения необходимо и в том случае, когда во время лечения Сандиммуном Неоралом возникает неконтролируемая артериальная гипертензия.
Назначение Сандиммуна Неорала больным пожилого возраста возможно только в случаях инвалидизирующего псориаза, при этом необходим тщательный контроль функции почек.
У больных псориазом, получающих лечение циклоспорином, как и при другом общепринятом иммуносупрессивном лечении, сообщалось о возникновении злокачественных новообразований, особенно кожи. При наличии поражений кожи, нетипичных для псориаза, и при подозрении их на злокачественность или предрак, следует провести биопсию до начала лечения. Лечение Сандиммуном Неоралом больных со злокачественными или предраковыми поражениями возможно только после соответствующего лечения этих поражений и при отсутствии альтернативной эффективной терапии.
У нескольких больных псориазом, получавших лечение Сандиммуном Неоралом, отмечались лимфопролиферативные заболевания. В этих случаях требовалась немедленная отмена препарата.
Пациенты, находящиеся на лечении Сандиммуном Неоралом, не должны одновременно получать ультрафиолетовое облучение типа В или ПУВА-терапию.

### Дополнительные меры предосторожности при атопическом дерматите
Поскольку Сандиммун Неорал может нарушать функцию почек, то должен быть установлен достоверный исходный уровень креатинина сыворотки как минимум в двух измерениях, предшествующих лечению. Уровень креатинина следует контролировать с 2-недельными интервалами на протяжении первых трёх месяцев терапии. В дальнейшем, если уровень креатинина остаётся стабильным, измерения следует проводить ежемесячно. Если креатинин сыворотки повышается и остаётся повышенным более чем на 30% от исходных значений более чем в одном измерении, то необходимо снизить дозу на 25-50%. Эти рекомендации следует выполнять, даже если значения концентрации креатинина продолжают оставаться в пределах лабораторной нормы. Если сокращение дозы не приводит к снижению уровня креатинина в течение одного месяца, то лечение Сандиммуном Неоралом должно быть прекращено.
Прекращение лечения необходимо и в том случае, когда во время лечения Сандиммуном Неоралом возникает неконтролируемая артериальная гипертензия.
Поскольку опыт применения Сандиммуна Неорала у детей с атопическим дерматитом в настоящее время всё ещё ограничен, использование препарата у этой категории пациентов не рекомендуется.
Назначение Сандиммуна Неорала больным пожилого возраста возможно только в случаях инвалидизирующего течения заболевания, при этом необходим тщательный контроль функции почек.
Доброкачественная лимфаденопатия обычно связана со внезапным обострением атопического дерматита. Она проходит либо самостоятельно, либо на фоне общего улучшения течения заболевания.
Лимфаденопатию, появившуюся на фоне лечения циклоспорином, следует регулярно контролировать.
Лимфаденопатия, сохраняющаяся несмотря на уменьшение активности заболевания, должна быть подвергнута биопсии для исключения наличия лимфомы.
Случаи простого герпеса активного течения следует вылечить перед началом лечения Сандиммуном Неоралом, но появление простого герпеса не является причиной для отмены препарата, если лечение уже начато, за исключением тяжёлых случаев.
Кожные инфекционные заболевания, вызванные Staphylococcus aureus, не являются абсолютным противопоказанием для терапии Сандиммуном Неоралом, но должны контролироваться применением соответствующих антибактериальных препаратов.
По причине потенциального риска возникновения злокачественной опухоли кожи, при лечении Сандиммуном Неоралом больных следует предупредить о необходимости избегать воздействия прямых солнечных лучей и ультрафиолетового излучения типа В или ПУВА-терапии.
Имеются сообщения о том, что грейпфрутовый сок увеличивает биодоступность циклоспорина.
Влияние на способность к вождению автотранспорта и управлению механизмами
В настоящее время нет данных о влиянии Сандиммуна Неорала на способность водить автомобиль и работать с механизмами.

## Передозировка
Данные по острой передозировке Сандиммуна Неорала до настоящего времени отсутствуют.
Симптомы: нарушения функции почек, которые, вероятно, обратимы и исчезнут при отмене препарата.
Лечение: по показаниям следует провести общие поддерживающие мероприятия. Препарат может быть выведен из организма только при помощи неспецифических мер, включая промывание желудка, поскольку циклоспорин практически не выводится при гемодиализе и гемоперфузии с использованием активированного угля.

## Лекарственное взаимодействие
Ниже перечислены препараты, для которых взаимодействие с циклоспорином является подтверждённым и клинически значимым.
Различные препараты могут повышать или снижать концентрации циклоспорина в плазме или крови за счёт подавления или индукции ферментов, принимающих участие в метаболизме циклоспорина, в частности изоферментов цитохрома Р450.
Препараты, снижающие концентрацию циклоспорина: барбитураты, карбамазепин, фенитоин; нафциллин, сульфадимидин при его в/в введении; рифампицин; октреотид; пробукол; орлистат; препараты, содержащие зверобой продырявленный (Hypericum perforatum); троглитазон.
Препараты, повышающие концентрацию циклоспорина: некоторые антибиотики-макролиды (в основном эритромицин и кларитромицин); кетоконазол, флуконазол, итраконазол; дилтиазем, никардипин, верапамил; метоклопрамид; пероральные контрацептивы; даназол; метилпреднизолон (высокие дозы); аллопуринол; амиодарон; холиевая кислота и её производные.
Следует избегать назначения эритромицина внутрь, поскольку он обладает способностью повышать концентрацию циклоспорина в крови. Если же, по причине отсутствия альтернативной терапии, назначен эритромицин, рекомендуется тщательно контролировать концентрацию циклоспорина в крови, функцию почек и наличие побочных эффектов циклоспорина.
Следует соблюдать осторожность при одновременном применении Сандиммуна Неорала и препаратов, обладающих нефротоксичным эффектом, например, аминогликозидов (в т. ч. гентамицин, тобрамицин), амфотерицина В, ципрофлоксацина, ванкомицина, триметоприма (+ сульфаметоксазол); НПВС (в т. ч. диклофенак, напроксен, сулиндак); мелфалана.
Во время лечения циклоспорином вакцинация может быть менее эффективной; следует избегать применения живой ослабленной вакцины.
Сочетанное применение нифедипина и циклоспорина может приводить к более выраженной гиперплазии дёсен, чем при монотерапии циклоспорином.
Обнаружено, что сочетанное применение диклофенака и циклоспорина может значительно увеличивать биодоступность диклофенака, с возможным развитием обратимого нарушения функции почек. Увеличение биодоступности диклофенака вероятнее всего связано со снижением его метаболизма при «первом прохождении» через печень. При применении совместно с циклоспорином НПВС с менее выраженным эффектом «первого прохождения» (например, ацетилсалициловая кислота) увеличения их биодоступности не ожидается.
Циклоспорин может также снижать клиренс дигоксина, колхицина, ловастатина, правастатина, симвастатина и преднизолона, приводя к усилению токсичного эффекта: гликозидная интоксикация при применении дигоксина и проявления токсичности колхицина, ловастатина, правастатина и симвастатина в отношении мышц, в частности появление мышечных болей, слабости, миозита и, в редких случаях, рабдомиолиза.
Если нельзя избежать одновременного применения циклоспорина и препаратов, способных взаимодействовать с ним, необходимо соблюдать следующие рекомендации:
- при сочетании циклоспорина с препаратами, обладающими нефротоксичным эффектом, необходим тщательный контроль функции почек (в частности, концентрации креатинина в плазме). При выявлении выраженного нарушения функции почек доза этих препаратов должна быть снижена или следует предложить больному альтернативное лечение;
- при сочетании циклоспорина с препаратами, снижающими или повышающими его биодоступность, у больных, перенёсших трансплантацию, необходимо частое определение концентрации циклоспорина и, при необходимости, изменение дозы циклоспорина, особенно на начальном и заключительном этапе лечения сопутствующими препаратами. У больных без трансплантата наблюдение за концентрацией циклоспорина не имеет такого существенного значения, т. к. для этих больных взаимосвязь концентрации в крови и клинического эффекта не доказана с полной очевидностью;
- при сочетанном назначении циклоспорина и препаратов, повышающих его концентрацию, частый контроль функции почек и наблюдение за побочным эффектом циклоспорина имеет более важное значение, чем определение концентрации циклоспорина в плазме.

У больных с гиперплазией дёсен на фоне терапии циклоспорином следует избегать сочетанного применения нифедипина.
НПВС с выраженным эффектом «первого прохождения» через печень (например, диклофенак) должны назначаться в меньших дозах, чем больным, не получающим циклоспорин.
При одновременном применении циклоспорина с дигоксином, колхицином, ловастатином, правастатином или симвастатином необходимо тщательное клиническое наблюдение для своевременного выявления токсичного эффекта этих препаратов и для решения вопроса об уменьшении дозы или отмене лечения.

## Условия и сроки хранения
Капсулы желатиновые мягкие следует хранить в недоступном для детей месте при температуре не выше 25 °C. Раствор в невскрытом флаконе следует хранить при температуре не выше 30 °C. С момента вскрытия флакона раствор следует хранить при температуре от 15° до 30 °C в течение 2 мес. Не использовать после срока, отмеченного на упаковке.

## Условия отпуска из аптеки
Препарат отпускается по рецепту.